# Дорохов Іван Іванович
Іван Іванович Дорохов (14 жовтня 1928, село Садове, тепер Саркандського району Жетисуської області, Казахстан — 17 лютого 1997, Казахстан) — радянський казахський діяч, голова Алма-Атинського облвиконкому. Депутат Верховної ради Казахської РСР 9—10-го скликань.

## Життєпис
У 1948 році закінчив Талгарський технікум механізації сільського господарства.
У 1948—1955 роках — завідувач відділу, 1-й секретар Ілійського районного комітету ЛКСМ Казахстану. Член ВКП(б).
У 1955—1958 роках — завідувач відділу Ілійського районного комітету КП Казахстану; секретар партійного комітету Талгарської машинно-тракторної станції Казахської РСР.
У 1958—1962 роках — заступник голови, голова правління колгоспу в Казахській РСР.
У 1962—1965 роках — заступник секретаря партійного комітету, начальник Саркандського виробничого колгоспно-радгоспного управління Казахської РСР.
У 1965—1967 роках — голова правління колгоспу в Казахській РСР.
У 1967—1974 роках — секретар Алма-Атинського обласного комітету КП Казахстану. У 1974—1977 роках — 2-й секретар Алма-Атинського обласного комітету КП Казахстану.
Закінчив Заочну Вищу партійну школу при ЦК КПРС.
У 1977—1981 роках — голова виконавчого комітету Алма-Атинської обласної ради народних депутатів.
У 1981—1988 роках — 1-й заступник голови правління Казспоживспілки.
З 1988 року — на пенсії. Помер 17 лютого 1997 року.

## Нагороди
- три ордени Трудового Червоного Прапора
- орден «Знак Пошани»
- медалі
- Почесна грамота Верховної ради Казахської РСР